# Jungdong-myeon, Sangju
Jungdong-myeon (koreanska: 중동면) är en socken i den centrala delen av Sydkorea, 170 km sydost om huvudstaden Seoul. Den ligger i kommunen Sangju i provinsen Norra Gyeongsang.